# 1972年ミュンヘンオリンピックのイラン選手団
1972年ミュンヘンオリンピックのイラン選手団（1972ねんミュンヘンオリンピックのイランせんしゅだん）は、1972年8月26日から9月11日にかけて西ドイツのミュンヘンで開催された1972年ミュンヘンオリンピックのイラン選手団、およびその競技結果。

## 概要
今大会は銀メダル2個、銅メダル1個の合計3個のメダルを獲得した。

## メダル
| メダル | 選手名                   | 競技                 | 種目                     |
| ------ | ------------------------ | -------------------- | ------------------------ |
| 銀     | ラヒム・アリ＝アバディ   | レスリング           | 男子グレコローマン48kg級 |
| 銀     | モハンマド・ナスィーリー | ウエイトリフティング | 男子52kg級               |
| 銅     | イブラヒム・ジャバディ   | レスリング           | 男子フリースタイル48kg級 |